# Station Shinge
 Station Shinge  (新家駅,  Shinge-eki) is een spoorwegstation in de Japanse stad Sennan, gelegen in de prefectuur Osaka. Het wordt aangedaan door de Hanwa-lijn. Het station heeft twee sporen, gelegen aan twee zijperrons.

## Lijnen

### JR West
| 1 | ■ Hanwa-lijn | richting Izumi-Sunagawa en Wakayama |
| 2 | ■ Hanwa-lijn | richting Hineno, Ōtori en Tennōji   |

## Geschiedenis
Het station werd in juni 1930 geopend.

## Overig openbaar vervoer
Er bevindt zich een bushalte nabij het station, waar enkele stadsbussen van Sennan stoppen.

## Stationsomgeving
- Politiebureau van Sennan
- Golfclub van Sennan
- 7-Eleven
- Shopping plaza Habu (winkelcentrum)